# Luiza Bouharaoua
Luiza Bouharaoua (Split, 1985.) književnica i prevoditeljica. Diplomirala je kroatistiku i anglistiku na Filozofskom fakultetu u Splitu. Osnivačica je i koordinatorica organizacije Skribonauti, gdje osmišljava i provodi književne i umjetničke programe za zatvorenike/ice u zatvorima i kaznionicama diljem Hrvatske. Članica je feminističkog kolektiva fAKTIV.

## Životopis
Upisala je kroatistiku i anglistiku na Filozofskom fakultetu u Splitu. Godine 2011. osnovala je udrugu za promicanje književnosti i kulture Skribonauti u kojoj radi i danas. Vodi čitalački klub i radionicu kreativnog pisanja sa zatvorenicama u Kaznionici u Požegi te filmski program Kino Sloboda sa zatvorenicama u Kaznionici u Požegi i zatvorenicima u Kaznionici u Lipovici-Popovači. Jedna je od direktorica festivala Zgodne žene spašavaju stvar. Producirala je dokumentarni omnibus Slobodni vikend i kratki dokumentarni film Pravo na rad. Ujedno je urednica časopisa The Split Mind i članica feminističkog kolektiva fAKTIV.

## Profesionalni rad i nagrade
Jesmo li to bili mi zbirka objavljena u izdavačkoj kući Jesenski i Turk (2019.) nagrađena je nagradom Prozak za najbolji neobjavljeni rukopis autora/ice do 35 godina 2017. godine. Nakon što je objavljena, zbirka je dobila nagradu za mlade autore Slavić za najbolji autorski knjigom objavljeni prvijenac u 2019. godini i književnu nagradu Edo Budiša. Kratke priče objavila je u časopisima The Split Mind, Fantom Slobode i na portalu Kritična masa. Uvrštena je u regionalni zbornik Izvan koridora – najbolja kratka priča (VBZ, 2011.) i antologiju hrvatske mlade proze Bez vrata, bez kucanja (Sandorf, 2012.). Dobitnica je regionalne nagrade za kratku priču Ulaznica (2017.)

### Popis djela

#### Jesmo li to bili mi
Jesmo li to bili mi generacijska je proza usredotočena na intimu sazrijevanja mladih ljudi, rođenih sredinom 80-ih u Dalmaciji, koji počinju otkrivati svijet baš kad se on krene raspadati. U svojem traganju za intenzitetom i stabilnošću odnosa, konačno, za ultimativnom ljubavlju, likovi se suočavaju s iskustvom homofobije (Snjegovi), virtualnog zaljubljivanja i online zabluda (Binarni kod), ljubavnih afera (Dvotračna sreća), s problematikom ljubavne veze s prijateljem i spašavanja prijateljstva nakon njenog raspada (Međuvrijeme, Binarni kod), s nesigurnošću identiteta i ključnih egzistencijalnih odluka, s neuspjehom, odbacivanjem i gubitkom, grizodušjem i sa strahom.

#### Nastavi priču
Nastavi priču je zbirka 12 priča nastala na temelju fragmenata s radionica sa zatvorenicama koje je organizacija Skribonauti provodila u Kaznionici u Požegi 2018. godine. Bouharaoua je u ovom sudjelovala ne samo kao jedna od spisateljica, već i kao voditeljica radionica i mentorica, a ovaj projekt Skribonauta dobio je i nagradu za društvenu inovaciju SozialMarie za 2021. godinu.

### Popis nagrada
- Nagrada Prozak (2017.) za Jesmo li to bili mi
- Regionalna nagrada (2017.) za kratku priču Ulaznica
- Nagrada za mlade autore Slavić (2019.) za Jesmo li to bili mi

## Intervjui i osvrti
- Intervju za Portal Novosti
- Intervju za tportal.hr
- Intervju za časopis Grazia
- Intervju za portal civilnodrustvo.hr